# Dudinská Päťdesiatka 2015
34. Dudinská Päťdesiatka – mityng w chodzie sportowym, który odbył się 21 marca w słowackich Dudincach. Impreza była kolejną w cyklu IAAF Race Walking Challenge w sezonie 2015.
W ramach zawodów o medale mistrzostw kraju w chodzie na 50 kilometrów rywalizowali Czesi, Słowacy, Polacy i Węgrzy.

## Rezultaty
| NR – rekord kraju \| WL – najlepszy tegoroczny wynik na listach światowych \| PB – rekord życiowy |

### Mężczyźni
| Konkurencja:             | 1. miejsce       | Rezultat   | 2. miejsce     | Rezultat   | 3. miejsce    | Rezultat |
| Chód na 10 km (juniorzy) | Miroslav Úradník | 42:15      | Michal Morvay  | 44:33      | Nikola Ilić   | 46:15    |
| Chód na 20 km            | Lebogang Shange  | 1:22:44    | Andrés Chocho  | 1:23:20    | Marco De Luca | 1:23:43  |
| Chód na 50 km            | Matej Tóth       | 3:34:38 NR | Rafał Augustyn | 3:43:55 PB | Łukasz Nowak  | 3:44:53  |

### Kobiety
| Konkurencja:             | 1. miejsce      | Rezultat   | 2. miejsce        | Rezultat | 3. miejsce          | Rezultat |
| Chód na 10 km (juniorki) | Rita Récsei     | 48:22 PB   | Tereza Korvasová  | 49:10 PB | Angelika Augustyn   | 51:15    |
| Chód na 20 km            | Eleonora Giorgi | 1:26:46 NR | Ludmyła Olanowśka | 1:28:18  | Antonella Palmisano | 1:28:40  |